# 宇田川宣人
宇田川 宣人（うだがわ のりと、1944年5月8日 - ）日本の洋画家。元九州産業大学芸術学部美術学科教授・学長。

## 略歴
- 1944年-神奈川県横浜市に生まれる。
- 1968年-東京芸術大学美術学部絵画科油画専攻卒業。
- 東京芸術大学大学院修士課程修了[1]。
  - 九州産業大学教授・学長の他にも日本美術家連盟会員などその活動は多岐にわたる。